# سفارة المملكة المتحدة في الصين
سفارة المملكة المتحدة في الصين هي أرفع تمثيل دبلوماسي لدولة المملكة المتحدة لدى الصين. تقع السفارة في بكين وهي تهدف لتعزيز المصالح البريطانية في الصين.

## وصلات خارجية
- الموقع الرسمي
- قائمة سفارات المملكة المتحدة
- قائمة السفارات في الصين